# Har Almon
Har Almon (hebrejsky: הר עלמון) je hora o nadmořské výšce 728 metrů v Izraeli, v Horní Galileji.
Nachází se necelé 2 kilometry severně od vesnice Richanija a cca 11 kilometrů severně od Safedu. Má podobu částečně zalesněného návrší, které vystupuje nad rovinatý terén v okolí vesnice Alma. Na západní a severní straně jej ohraničuje údolí vádí Nachal Dišon. Na jihozápadní straně sousedí s Har Almon další výrazné návrší - Har Rejchan (708 m n. m.), které odděluje krátké ale hluboké vádí Nachal Almon